# Флоренс Грін
Флоренс Беатріс Грін (до шлюбу Паттерсон; англ. Florence Beatrice Green; 19 лютого 1901 — 4 лютого 2012) — остання з офіційно підтверджених ветеранів Першої світової війни. Учасниця Жіночих королівських військово-повітряних сил Великої Британії.

## Біографія
Народилася в Лондоні в родині Фредеріка і Сари Паттерсон. У 1918 році вступила до Жіночих Королівських військово-повітряних сил, де служила офіціанткою.
У 1920 році переїхала у Кінгс-Лінн (графство Норфолк), де одружилася з Вальтером Гріном, у шлюбі з яким прожила 50 років; у 1970 році чоловік помер.
Після смерті Клода Шулза 5 травня 2011 року Флоренс Грін залишалася єдиною з живих ветеранів Першої світової війни.
Померла 4 лютого 2012 року (за 15 днів до 111-го дня народження). Коли її запитали, як це прожити 110 років, вона відповіла: «Так само, як і 109».